# Wílder Viera
Wílder Viera Caballero (* 4. März 2002 in Ypané) ist ein paraguayischer Fußballspieler.

## Karriere

### Verein
Aus der U20 von Club Cerro Porteño ging er im Sommer 2020 fest in den Kader von deren erster Mannschaft über. Anfang August 2020 bekam er dann für diese Mannschaft auch sein Liga-Debüt. Anschließend gewann er mit seinem Team auch die Apertura sowie danach auch noch die Clausura 2021. So kam er im Mai 2021 auch zu seinem ersten Einsatz in der Copa Libertadores. Ende Juli 2022 wurde er zudem bis zum Ende des Jahres an Club General Caballero verliehen.

### Nationalmannschaft
Mit der paraguayischen U17 nahm er an der Südamerikameisterschaft 2019 teil, wo er drei Tore erzielte. Danach gehörte auch mit zum Kader seiner Mannschaft bei der Weltmeisterschaft 2019. In beiden Turnieren leitete er sein Team in fast jeder Partie als Kapitän an.
Zum Jahreswechsel 2023/24 wurde er erstmals für die Vorbereitung vor dem Qualifikationsturnier für Olympia für die U23 nominiert. Dort kam er auch zwei Mal zum Einsatz. Bei dem Turnier selbst stand er dann in sechs der sieben Partien auf dem Platz und erzielte dabei auch noch einen Treffer. Am Ende landete er mit seinem Team hier auf dem ersten Platz der Endgruppe und qualifizierte sich so für die Spiele in Paris.